# Miami-Dade Sheriff's Office
Le Miami-Dade Sheriff's Office (MDSO) est le service de police du comté de Miami-Dade en Floride, aux États-Unis. Le MDSO compte environ 4 700 employés, ce qui en fait le plus grand service de police du sud-est des États-Unis et le huitième du pays. Le département est encore souvent désigné sous son ancien nom, la police Metro-Dade ou simplement Metro.
Le MDSO opère à partir de huit stations de district à travers le comté de Miami-Dade et plusieurs bureaux spécialisés. Le MDSO est accrédité au niveau international par la Commission d'accréditation des agences d'application de la loi, ainsi qu'au niveau de l'État par la Commission de Floride pour l'accréditation des forces de l'ordre. Le directeur actuel du département est Alfredo Ramirez III, qui a succédé à Juan J. Perez. Le siège du département est situé à Doral, en Floride.
Leurs véhicules de service sont blancs et arborent une bande verte.
Le service de police est connu sous les noms de Dade County Sheriff's Office entre 1836 et 1957, de Dade County Public Safety Department de 1957 à 1981 et de Metro-Dade Police Department entre 1981 et 1997, entre 1997 et 2025 en tant que Miami-Dade Police Departement puis sous le nom de Miami-Dade Sheriff's Office depuis 2025.
Il est représenté entre autres dans les séries télévisées Miami Vice, Les Experts : Miami et Dexter, ainsi que dans le film Miami Vice : Deux Flics à Miami.

## Histoire
Le Dade County Sheriff's Office fut créé en 1836 afin de desservir le nouveau comté de Dade, qui englobait à l'origine les territoires correspondant aujourd'hui aux comtés de Miami-Dade, Broward, Palm Beach et Martin. Durant les premières années, toute cette région était surveillée par seulement trois adjoints à cheval, et les shérifs du comté étaient nommés par le gouverneur. En 1899, la fonction de shérif devint un poste élu. Dès 1915, la juridiction fut réduite à sa taille actuelle d'environ 2 139 miles carrés.
En 1957, une forme métropolitaine de gouvernement fut instaurée et le bureau du shérif du comté de Dade fut rebaptisé Département de la Sécurité Publique (Public Safety Department). Selon la charte métropolitaine, la structure organisationnelle du Département de la Sécurité Publique comprenait alors la responsabilité des services de police et d'incendie, des prisons et établissements pénitentiaires, de la défense civile, du contrôle animalier et des inspections des véhicules motorisés. En 1960, le Département de la Sécurité Publique prit également en charge les opérations policières au port de Miami et à l'aéroport international de Miami. En 1966, le Département comptait environ 850 agents assermentés. Cette même année, une longue controverse concernant le mode de sélection ou d'élection du shérif fut résolue par référendum populaire. Dès lors, des shérifs non élus furent nommés par l'administrateur du comté sous le titre de « Directeur du Département de la Sécurité Publique et Shérif du Comté métropolitain de Dade ».
En 1973, la gestion des prisons du comté fut transférée au nouveau Département des Corrections et de la Réhabilitation. La même année, le Département de la Sécurité Publique fut également déchargé de toutes ses autres responsabilités non policières afin de se concentrer exclusivement sur les services liés au maintien de l'ordre. En juillet 1981, le Département de la Sécurité Publique changea son nom pour devenir le Département de Police Metro-Dade.
En septembre 1997, les électeurs décidèrent que le comté serait renommé Comté de Miami-Dade. Par conséquent, en décembre suivant, le département devint officiellement le Département de Police de Miami-Dade.